# Clyde Cowan
Clyde Lorrain Cowan Jr (6. prosince 1919 – 24. května 1974) byl americký fyzik, spoluobjevitel neutrin společně s Frederickem Reinesem. Jejich objev byl učiněn v roce 1956 v Cowanově-Reinesově neutrinovém experiment.
Frederick Reines obdržel Nobelovu cenu za fyziku v roce 1995 jménem obou fyziků.

## Mládí
Narodil se jako nejstarší ze čtyř dětí v Detroitu, jeho rodina se ale brzy přestěhovala do St. Louis, kde začal navštěvovat veřejnou školu. V průběhu studia na vysoké škole hornictví a metalurgie v Missouri byl v letech 1939-1940 šéfeditorem hornických novin. Bakalářský titul získal v roce 1940 v oboru chemické Inženýrství.

## Vojenská kariéra
Cowan byl kapitánem ve vzdušných silách armády spojených států, za druhé světové války získal bronzovou hvězdu.
V letech 1936-1940 byl členem Reserve Officers' Training Corps. Připojil se k chemické válečné službě armády USA s hodností poručíka při vstupu spojených států do války v roce 1941. V srpnu 1942 byl převelen do Eisenhowerova osmého letectva umístěného v London v Anglii. V roce 1943 navrhl a postavil experimentální čisticí jednotku, která by byla použita v případě plynového útoku. V následujícím roce nastoupil jako zaměstnanec britské pobočky radiační laboratoře Massachusettského technologického institutu, která byl umístěn v Great Malvern v Anglie. V roce 1945 byl styčným důstojníkem Royal Air Force, pracoval na urychlení předávání technických informací a vybavení. Téhož roku se vrátil do Spojených států a pracoval na Wright-Pattersonově letecké základně v Daytonu. Aktivní službu opustil v roce 1946.

## Akademická kariéra
V rámci veteránské skupiny navštěvoval Washington University v St. Louis v Missouri, kde obdržel magisterský titul a rovněž doktorát v roce 1949. Poté se připojil k personálu Národní laboratoře Los Alamos v Novém Mexiku, kde se setkal s Frederickem Reinesem.
V roce 1951 začali Reines a Cowan s pátráním po neutrinech. Jejich práce byla úspěšně dokončena o 5 let později v Savannah River Plant v Aikenu v Jižní Karolíně.
Cowan začal svou pedagogickou kariéru v roce 1957 jako profesor z fyziky na univerzitě George Washingtona ve Washingtonu, D. C. Následující rok odešel z Washingtonovy univerzity a připojil se ke Catholic University of America rovněž ve Washingtonu, kde působil až do konce svého života. Rovněž pracoval v různých dobách jako konzultant americké komise pro atomovou energii, Námořní akademie spojených států, americké armádě, americké hornické organizace nebo Smithsonian Institution ve Washingtonu
Cowan zemřel v Bethesdě 24. května 1974 a byl pohřben na Arlingtonském národním hřbitově.

## Rodina
Cowan se v roce 1943 ve Woodfordu v Anglie oženil s Betty Eleanorovou, měli spolu tři přeživší děti a dvě děti adoptované, dalších sedm vlastních dětí jim zemřelo v dětství. Rodina měla celkem 11 vnoučat a 8 pravnoučat.
Jeho vnuk James Riordon je fyzik a inženýr, který stojí v čele mediálního odboru americké fyzikální společnosti, původně koncipované pro distribuované výpočty projektu Einstein@home, která hledá gravitační vlny v signálech masivních rotujících objektů jako jsou pulsary. Vnučka Barbara Riordon Maher pracuje v oblasti veřejného zdraví. Pracuje jako kontrolorka havarijní připravenosti a dříve působila u policie a záchranných složek. Její publikace zahrnují články z oblasti fyziologie rostlin a dále články týkající se lékařství, jaderné, biologické, chemické a výbušných reakce pro Ministerstvo Obrany. V armádě získala hodnost majora. Její dva synové, Joseph a Patrick jsou vysokoškoláci, kteří se snaží uplatnit biologii a u záchranné služby. Joseph je v současné době u Marylandské národní gardy jako specialista leteckých operací.
Cowan byl přímým potomkem L. L. Langstroth, "otce moderního včelařství" a vzdáleného příbuzné katolické světice Katherine Drexelové.